# Nhâm Quang
Nhâm Quang (tiếng Trung: 任光; bính âm: Rèn Guāng, ? – 29), tự Bá Khanh, người Uyển, Nam Dương , tướng lĩnh, khai quốc công thần nhà Đông Hán, một trong Vân Đài nhị thập bát tướng.

## Cuộc đời và sự nghiệp
Quang từ nhỏ trung hậu, được người trong làng yêu mến. Ban đầu ông làm các chứ vụ Sắc phu (hương), lại (huyện). Quân Hán đến Uyển, thấy quan phục của Quang hoa mỹ, bèn lột ra, muốn giết đi để lấy áo. Gặp Quang lộc huân Lưu Tứ (anh họ của Lưu Tú) đến, thấy ông có tướng mạo trưởng giả, bèn cứu giúp. Quang đi theo Tứ, làm An Tập duyện, được bái làm Thiên tướng quân, cùng Lưu Tú tham gia trận Côn Dương.
Năm 23, Quang làm thái thú Tín Đô . Vương Lang dấy binh, nhiều nơi đầu hàng, chỉ có Quang không chịu theo. Quang cùng đô úy Lý Trung, lệnh Vạn Tu, công tào Nguyễn Huống, ngũ quan duyện Quách Đường đồng lòng giữ lấy Tín Đô. Quang bắt kẻ truyền hịch của Vương Lang chém đầu ở chợ, nhằm răn đe dân chúng, rồi phát 4000 quân giữ thành.
Mùa xuân năm 24, Lưu Tú chạy trốn đến huyện Kế , không biết phải đi đâu, nghe được chỉ còn Tín Đô chống lại Hàm Đan (căn cứ của Vương Lang), lập tức tìm đến. Quang tự biết cô thành khó giữ, nghe tin Lưu Tú đến, mừng rỡ, kêu gọi quan dân hô Vạn tuế, cùng Lý Trung, Vạn Tu soái quan thuộc mở cửa thành ra nghênh đón. Quang được bái làm Tả đại tướng quân, Vũ Thành hầu, theo đại quân chinh thảo. Lưu Tú lấy Tín Đô làm căn cứ, từ đó đánh chiếm các thành ấp xung quanh, sau khi bình định Hàm Đan, Quang được lệnh trở về quận.
Năm 26, Quang được đổi phong A Lăng hầu, thực ấp 1 vạn hộ.
Năm 29, Quang được triệu đến Lạc Dương làm Phụng triều thỉnh. Mùa đông cùng năm, Quang bệnh mất. Con là Nhâm Vĩ.